# Bellator 116
Bellator CXVI é um evento de artes marciais mistas promovido pelo Bellator MMA, é esperado para ocorrer em 11 de abril de 2014 no Pechanga Resort & Casino em Temecula, California. O evento será transmitido ao vivo na Spike TV.

## Background
O evento conta com uma luta entre Meio Pesados e com as Semifinais do Torneio de Meio Médios.

## Ligações Externas
1. ↑  Semifinal do Torneio de Pesados da 10ª Temporada.
2. ↑  Semifinal do Torneio de Meio Médios da 10ª Temporada.
3. ↑  Semifinal do Torneio de Pesados da 10ª Temporada.
4. ↑  Semifinal do Torneio de Médios da 10ª Temporada.